# Глезер, Раиса Владимировна
Раиса Владимировна Глезер (18 июня (1 июля) 1914, Оренбург — 25 августа 1985, Московская область) — российский советский музыковед.

## Биография
Окончила Оренбургский музыкальный техникум у Софьи Николаевны Ростропович (матери Мстислава Ростроповича) и Московскую консерваторию (1935) по классу фортепиано Г. Р. Гинзбурга, затем также историко-теоретический факультет и аспирантуру Института истории искусств АН СССР под руководством Б. В. Асафьева.
Вернувшись в Оренбург (1941), основала и возглавила отделение истории музыки в городском музыкальном училище.
С 1943 года — в Москве. Работала лектором Московской филармонии, предваряя выступления солистов (в том числе Святослава Рихтера, Павла Лисициана и других выдающихся мастеров). Преподаватель истории музыки в Музыкально-педагогическом институте им. Гнесиных, затем в Школе-студии МХАТа им. Горького.
Автор книг о жизни и творчестве Арама Хачатуряна (1955, 2-е издание 1959), Анатолия Новикова (1957), Дмитрия Кабалевского (1969).
Умерла от аллергического шока после укуса осы в Доме творчества композиторов Старая Руза.
Сын — филолог и журналист Азарий Мессерер.

## Звания и награды
- Заслуженный деятель искусств РСФСР (1973)